# 世博会博物館駅
座標: 北緯31度3分49秒 東経121度30分27秒 / 北緯31.06361度 東経121.50750度
世博会博物館駅（せはくかいはくぶつかんえき、中文表記: 世博会博物馆站、英文表記: World Expo Museum Station）は中華人民共和国上海市黄浦区に位置する上海地下鉄13号線の駅である。

## 概要
2010年の上海国際博覧会期間中は盧浦大橋駅として、当駅から馬当路駅までの区間が万博専用線（世博専線）として会場内交通の扱いで先行開業していた。そのため当駅も万博入場者のみ無料で利用可能であった。万博終了後は一時閉鎖され、2015年の13号線正式開業時に当駅も再開業した。

## 駅構造
- 島式ホーム1面2線の地下駅。
- 先行開業時は上海万博専用線の為、自動改札機、券売機及び手荷物検査機の設置はなかった。

## 駅周辺
上海国際博覧会浦西会場跡に隣接する。万博開催中は歩道橋で会場と結ばれていた。

## 歴史
- 2010年4月20日 -盧浦大橋駅として開業。
- 2010年11月1日 - 一時閉鎖。
- 2014年9月18日 - 盧浦大橋駅から世博会博物館駅に改名[1][2]
- 2015年12月19日  - 再開業。

## 画像ギャラリー

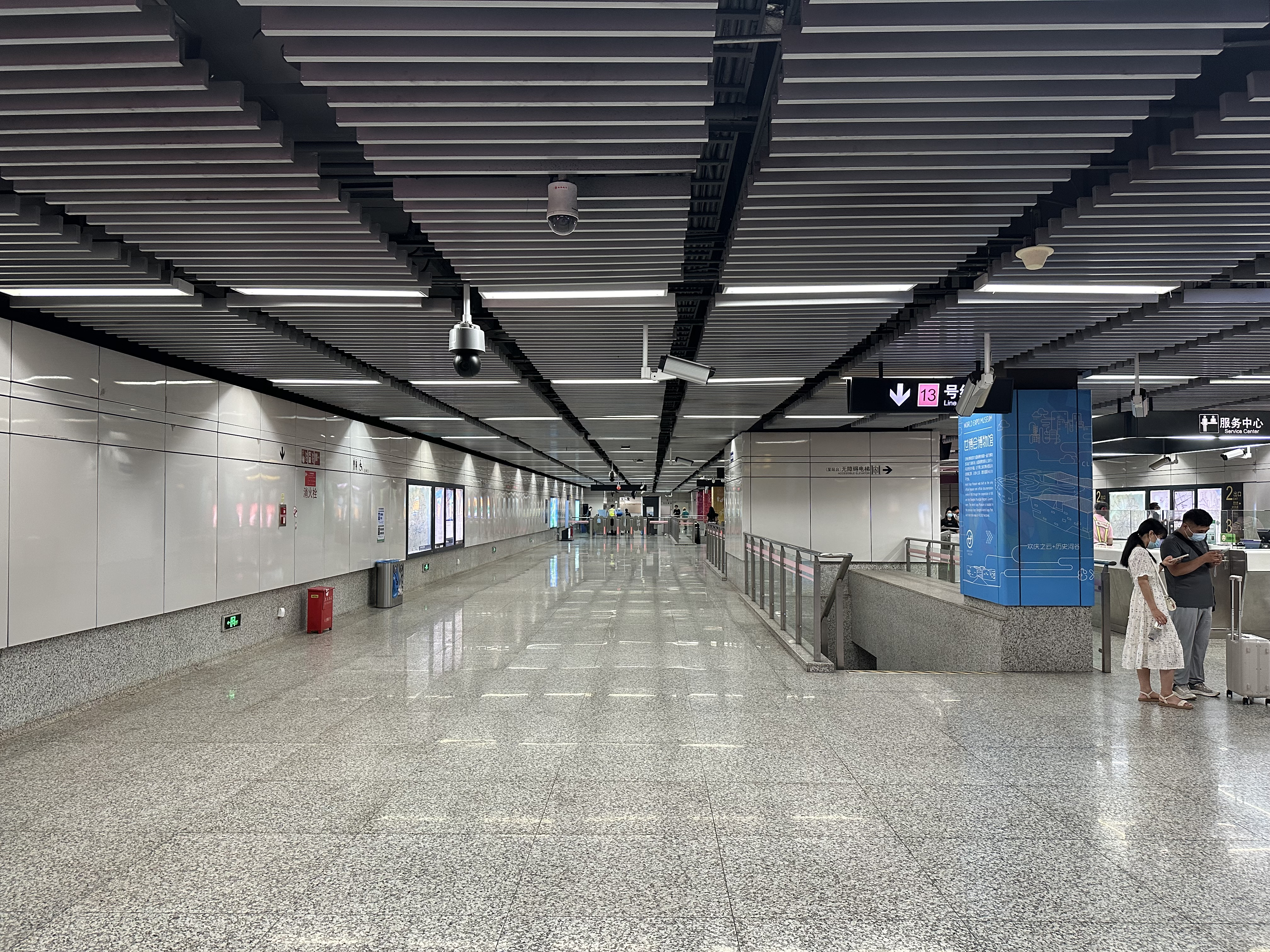
コンコース
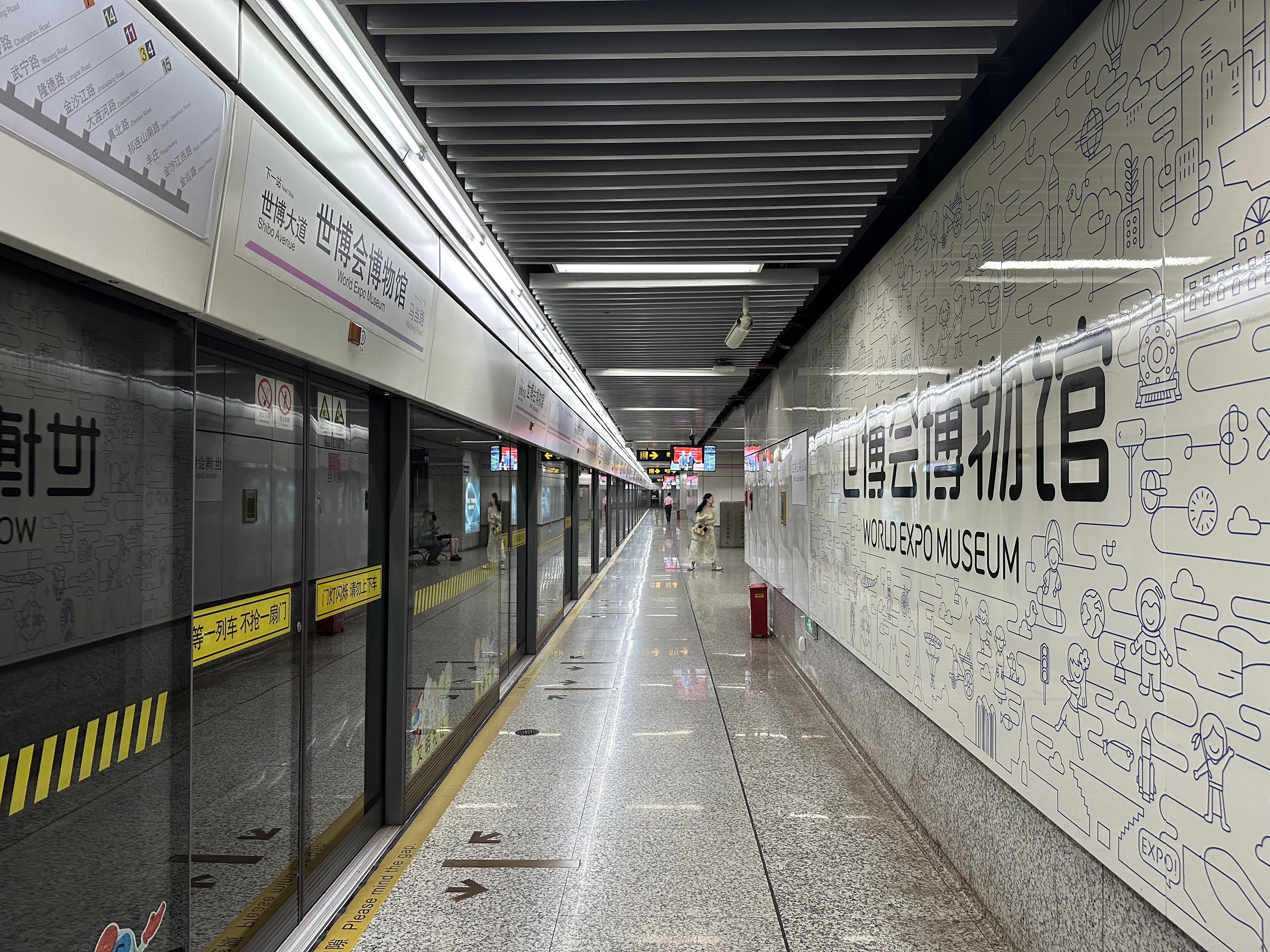
ホーム

## 隣の駅
上海軌道交通
■ 13号線
馬当路駅 - 世博会博物館駅 - 世博大道駅